# 智能机器人与系统国际会议
IEEE/RSJ智能机器人与系统国际会议（英語：International Conference on Intelligent Robots and Systems），是一个机器人学领域一年一度的学术会议，由IEEE和日本机器人学会（The Robotics Society of Japan，RSJ）联合举办。IROS，以及机器人与自动化国际会议（ICRA），是该领域重要的国际学术会议。其于2010年获得了澳大利亚ICT会议排名的“A”评级，于2012年获得了巴西教育部的“A1”评级。
会议自1988年在日本创办起，已在欧洲、北美和亚洲各个地方举办，每年一次。

## 会议地点
（自2010年列起）
- IROS 2022，日本京都
- IROS 2021，捷克布拉格（线上）
- IROS 2020，美国拉斯维加斯（线上）
- IROS 2019，中国澳门
- IROS 2018，西班牙马德里
- IROS 2017，加拿大温哥华
- IROS 2016，韩国大田
- IROS 2015，德国汉堡
- IROS 2014，美国芝加哥
- IROS 2013，日本东京
- IROS 2012，葡萄牙维拉摩拉（英语：Vilamoura）
- IROS 2011，美国旧金山
- IROS 2010，台湾臺北